# Powiat Esashi
Powiat Esashi (jap. 枝幸郡 Esashi-gun) – powiat w Japonii, w prefekturze Hokkaido, w podprefekturze Sōya. W 2024 roku liczył 11 866 mieszkańców.

## Miejscowości
- Esashi
- Hamatonbetsu
- Nakatonbetsu